# Bãi Tục Lãm
Bãi Tục Lãm là một bãi đất bồi dài khoảng 1,5 km, diện tích 52 ha nằm tại cửa sông Ka Long đổ ra vịnh Bắc Bộ thuộc phường Hải Hoà, thành phố Móng Cái, tỉnh Quảng Ninh. Bãi được bao phủ bởi thực vật ngập mặn và không có người định cư, nằm giữa ranh giới Việt Nam, Trung Quốc và là nơi khởi đầu của đường biên giới trên bộ của hai nước này tính từ biển Đông.

## Tranh chấp lãnh thổ
Khu vực biên giới vùng cửa sông này đã được Pháp - Thanh hoạch định và cắm mốc (Hiệp ước Pháp-Thanh). Nhưng vào thời điểm đó các cồn bãi Tục Lãm, Tài Xẹc, Dậu Gót đều chưa xuất hiện trên bản đồ hoạch định. Cồn đất này là một trong các địa điểm tranh chấp lãnh thổ giữa Việt Nam và Trung Quốc.
Ngày 22 tháng 12 năm 2008, thông qua đàm phán chính trị, hai bên đã thoả thuận phân chia ranh giới, qua đó, 3/4 bãi Tục Lãm về phía Tây Nam sẽ thuộc Việt Nam, 1/4 phía Đông Bắc thuộc lãnh thổ Trung Quốc, nhân dân hai bên được tự do lưu thông trên luồng lạch xung quanh bãi. Quyết định này gây ra nhiều phản ứng, tranh cãi từ một số người Việt trong và ngoài nước.